# Thogotovirus
Genre
Espèces de rang inférieur
- Thogoto thogothovirus
- Dhori thogothovirus

Thogotovirus est un genre de virus de la famille des Orthomyxoviridae. Ils peuvent se répliquer dans les cellules des tiques et des vertébrés et sont habituellement transmis par les tiques,.

## Référence biologique
- (en) ICTV : Thogotovirus  (consulté le 1er février 2021)